# 't Vrije Schaep
 't Vrije Schaep is een vervolg op de remake van de succesvolle televisieserie  't Schaep met de 5 pooten.
 't Vrije Schaep is de naam van de camping van Kootje (Pierre Bokma) in de duinen. Kootje heeft zijn kroeg in de Jordaan verkocht en van de opbrengsten daarvan heeft hij een camping gekocht. De andere personages zoals onder anderen Tante Door (Loes Luca) en Opoe Withof (Carry Tefsen) uit het bruine café zullen hun zomer doorbrengen op de camping.
Het verhaal speelt zich af in de jaren zeventig en daarmee maakt de serie een sprong in de tijd. De verhaallijnen zijn bedacht om zo bekende liedjes van ruim dertig jaar geleden te kunnen gebruiken. De serie kent een groot aantal gastrollen. Enkele gastrollen worden vertolkt door Lineke Rijxman, Hans Kesting, Cas Jansen, Theu Boermans en Penney de Jager.
Op 14 mei 2009 won 't Vrije Schaep de Zilveren Nipkowschijf 2009.
't Spaanse Schaep is het vervolg op 't Vrije Schaep dat werd uitgezonden van  5 december 2010 tot 23 januari 2011

## Personages
| Hoofdrollen                                   | Hoofdrollen           |
| --------------------------------------------- | --------------------- |
| Doortje Lefèvre                               | Loes Luca             |
| Kootje de Beer                                | Pierre Bokma          |
| Lukas Blijdtschap                             | Marc-Marie Huijbregts |
| Opoe Withof                                   | Carry Tefsen          |
| Lena Braams                                   | Georgina Verbaan      |
| Arie Balk                                     | Ton Kas               |
| Riek Balk                                     | Jenny Arean           |
| Huipie van Duivenbode                         | Laus Steenbeeke       |
| Greet van Duivenbode                          | Bianca Krijgsman      |
| Gastrollen                                    |                       |
| Dolly (prostituee)                            | Annet Malherbe        |
| Helmut                                        | Harpert Michielsen    |
| Monica                                        | Marianne Pool         |
| Koelkeizer                                    | Frank Evenblij        |
| Jaqueline, dochter van Opoe Withof            | Lineke Rijxman        |
| Sjon, homoseksuele vriend van Lukas           | Hans Kesting          |
| Peter, vakantievriendje van Lena              | Cas Jansen            |
| Duitser Lutz Leeman, oude jeugdliefde Doortje | Theu Boermans         |
| ANWB inspecteur                               | Patrick Stoof         |
| Ellie, dochter van Kootje                     | Sylvia Hoeks          |
| Penney de Jager                               | Penney de Jager       |

## Liederen
Aflevering 1 - Camping 't Vrije Schaep
- "Ay, ay, ay, Dolores" - Marc-Marie Huijbregts, Carry Tefsen, Jenny Arean en Bianca Krijgsman (Origineel: Rita Hovink)
- "Heel Even" - Pierre Bokma en Loes Luca (Origineel: Shirley Zwerus)
- "Ik ben blij dat ik je niet vergeten ben" - Loes Luca, Pierre Bokma en Marc-Marie Huijbregts (Origineel: Joost Nuissl)

Aflevering 2 - Ik doe wat ik doe
- "Telkens Weer" - Loes Luca (Origineel: Willeke Alberti)
- "Ik doe wat ik doe" - Annet Malherbe (Origineel: Astrid Nijgh)
- "Hé Komaan" - Marc-Marie Huijbregts (Origineel: Dimitri van Toren)

Aflevering 3 - Pastorale
- "Een man mag niet huilen" - Laus Steenbeeke, Ton Kas, Pierre Bokma en Marc-Marie Huijbregts (Origineel: Jacques Herb)
- "Ik ben gelukkig zonder jou" - Jenny Arean (Origineel: Connie Vandenbos)
- "Pastorale" - Pierre Bokma en Loes Luca (Origineel: Ramses Shaffy en Liesbeth List)

Aflevering 4 - Jaqueline
- "De Noorderzon scheen" - Carry Tefsen, Marc-Marie Huijbregts, Loes Luca, Georgina Verbaan, Laus Steenbeeke en Ton Kas (Origineel: Connie Vandenbos)
- "De mallemolen" - Carry Tefsen (Origineel: Heddy Lester)
- "Als de rook om je hoofd is verdwenen" - Loes Luca, Georgina Verbaan, Marc-Marie Huijbregts, Pierre Bokma en Carry Tefsen (Origineel: Boudewijn de Groot)

Aflevering 5 - Sjon
- "Dokter Bernhard" - Loes Luca en Hans Kesting (Origineel: Bonnie St. Claire en Ron Brandsteder)
- "Ik weet niet hoe" - Marc-Marie Huijbregts en Hans Kesting (Origineel: Bennie Neyman)
- "Zing, vecht, huil, bid, lach, werk en bewonder" - Pierre Bokma, Loes Luca, Carry Tefsen, Marc-Marie Huijbregts, Jenny Arean, Bianca Krijgsman, Georgina Verbaan, Ton Kas en Laus Steenbeeke (Origineel: Ramses Shaffy)

Aflevering 6 - Houdt 't dan nooit op?
- "Duitse medley" - Marc-Marie Huijbregts (Origineel: Vicky Leandros/Conny Froboess/Jürgen Marcus/Marianne Rosenberg)
- "Als de dag van toen" - Loes Luca & Theu Boermans (Origineel: Reinhard Mey)
- "Jan Klaassen de Trompetter" - Carry Tefsen, Laus Steenbeeke, Ton Kas, Loes Luca, Georgina Verbaan, Bianca Krijgsman, Pierre Bokma, Cas Jansen, Jenny Arean en Marc-Marie Huijbregts (Origineel: Rob de Nijs)

Aflevering 7 - Ellie
- "'n Beetje" - Georgina Verbaan (Origineel: Teddy Scholten)
- "Laat me alleen" - Marc-Marie Huijbregts (Origineel: Rita Hovink)
- "Zoek jezelf" - Marc-Marie Huijbregts, Georgina Verbaan, Sylvia Hoeks, Pierre Bokma, Laus Steenbeeke, Bianca Krijgsman, Ton Kas, Jenny Arean, Loes Luca en Carry Tefsen (Origineel: Van Kooten en De Bie)

Aflevering 8 - Amsterdams Parfum
- "Amsterdams parfum" - Jenny Arean (Origineel: Jenny Arean)
- "Voor haar" - Pierre Bokma (Origineel: Frans Halsema)
- "'t Is weer voorbij die mooie zomer" - Pierre Bokma, Loes Luca, Carry Tefsen, Marc-Marie Huijbregts, Georgina Verbaan, Cas Jansen, Ton Kas, Laus Steenbeeke, Jenny Arean en Bianca Krijgsman (Origineel: Gerard Cox)

## Filmploeg
De filmploeg bestond uit:
- Lichtontwerp: Pelle Herfst
- Geluid: Jac Vleeshouwers
- Camera: Bert Haitsma en Tjitte Jan Nieuwkoop

## Discografie

### Albums
| Album met eventuele hitnotering(en) in de Nederlandse Album Top 100 | Datum van verschijnen | Datum van binnenkomst | Hoogste positie | Aantal weken | Opmerkingen |
| ------------------------------------------------------------------- | --------------------- | --------------------- | --------------- | ------------ | ----------- |
| 't Vrije Schaep, met de 5 pooten                                    | 2009                  | 14-03-2009            | 30              | 6            | Soundtrack  |